# Ralph Hall
Ralph Moody Hall (Fate, 3 maggio 1923 – Rockwall, 7 marzo 2019) è stato un politico e magistrato statunitense, membro della Camera dei Rappresentanti per lo stato del Texas dal 1981 al 2015.

## Biografia
Nato e cresciuto nel Texas, Hall prestò servizio nella marina durante la seconda guerra mondiale e successivamente si laureò in legge alla Southern Methodist University. Dopo la laurea, Hall gestì uno studio legale privato per molti anni e fra il 1950 e il 1962 fu giudice della contea di Rockwall.
Nel 1962 venne eletto all'interno della legislatura statale del Texas, dove rimase fino al 1972, quando si candidò infruttuosamente alla carica di vice governatore del Texas. Dopo la sconfitta si occupò di affari per alcuni anni e fu amministratore delegato e presidente della Texas Aluminum Corp., oltre ad essere consulente di altre aziende.
Nel 1980, dopo l'annuncio del ritiro del deputato Ray Roberts, Hall si candidò per il suo seggio alla Camera dei Rappresentanti e riuscì ad essere eletto. Dopo quella volta, venne rieletto per altri undici mandati con elevate percentuali di voto, poi nel 2004 si candidò per la rielezione come esponente del Partito Repubblicano. Questa rottura con i democratici, avvenuta per via di alcuni dissidi che duravano da alcuni anni, non fu un ostacolo per la carriera politica di Hall, che continuò ad essere eletto dal suo distretto per i successivi dieci anni. Nel 2014, dopo aver annunciato la sua intenzione di servire un ultimo mandato, venne sconfitto di misura nelle primarie repubblicane dall'avversario John Ratcliffe.
Al momento della sconfitta, era il deputato più anziano nella storia della Camera dei Rappresentanti, con i suoi novantuno anni d'età. Hall è stato sposato con Mary Ellen Murphy dal 1944 al 2008, fino alla morte della donna.